# Dysstroma calamistrata
Dysstroma calamistrata là một loài bướm đêm trong họ Geometridae.